# Metcalf Spur
Der Metcalf Spur ist ein 2,5 km langer und felsiger Gebirgskamm im ostantarktischen Viktorialand. In der Willett Range erstreckt er sich vom Shapeless Mountain in nordwestlicher Richtung zum Pākira-Nunatak.
Das Advisory Committee on Antarctic Names benannte ihn 2005 nach dem Altie Metcalf, Betriebswirt im Amt für Polarprogramme der National Science Foundation von 1995 bis 2005.